# Крістль Гаас
Крістль Гаас  (нім. Christl Haas; 19 вересня 1943 — 8 липня 2001) — австрійська гірськолижниця, олімпійська чемпіонка.

## Виступи на Олімпіадах
| Олімпіада     | Дисципліна         | Місце |
| ------------- | ------------------ | ----- |
| Інсбрук 1964  | швидкісний спуск   | 1     |
| Інсбрук 1964  | гігантський слалом | 4     |
| Інсбрук 1964  | слалом             | 6     |
| Гренобль 1968 | швидкісний спуск   | 3     |